# مغاث (نبات)
مُغَاث (الاسم العلمي: Glossostemon)، جنس نباتات عشبية برية معمرة من فصيلة الخبازية. موطنها العراق وشبه الجزيرة العربية وإيران. أوراقها مفصصة ومسننة ومتعددة الزهور. بتلات الزهور مسطحة مع وجود أضلاع طولية على السطح العلوي.
يشمل الأنواع
- مغاث عجمي (Synonym: Dombeya arabica Baker[6])